# École militaire supérieure d'administration et de management
L'École militaire supérieure d'administration et de management (EMSAM) de Montpellier était une école de l'Armée de terre. Celle-ci avait succédé le 1er juillet 2001 aux écoles du commissariat de l'Armée de terre qui elles-mêmes avaient succédé à l'École d'administration militaire en 1984. Officiellement dissoute le 31 juillet 2010, une cérémonie de « roulage du drapeau » de l'EMSAM s'est tenue le 24 juin 2010.
Reprenant les missions de l'EMSAM, la « nouvelle École d'administration militaire » (EAM) de Guer a formé entre septembre 2010 et juillet 2013 les officiers des corps techniques et administratifs des armées, les commissaires de l'Armée de terre et différents officiers ou cadres de l'Armée de terre et d'autres armées, françaises ou étrangères, aux spécialités de l'administration, des finances et du management.
À son tour, la « nouvelle École d'administration militaire » a été dissoute en 2013 — en fait une seconde fois car, comme mentionné ci-dessus, elle avait été dissoute une première fois en 1984 — et ses missions ont été reprises par la nouvelle École des commissaires des armées créée début 2013 et installée à Salon-de-Provence à compter d’août 2013.